# Чавича
Чавича (Oncorhynchus tschawytscha) — риба роду тихоокеанських лососів.
Від інших лососів відрізняється великим (15—19) числом зябрових променів. Спина, спинний і хвостовий плавці покриті дрібними круглястими чорними плямами.
Найбільший з тихоокеанських лососів; середня довжина тіла, що добувається біля берегів Камчатки, 90 см, маса 8—10 кг, (рекордна — понад 50 кг).
Мешкає у північній частині Тихого океану: біля берегів Північної Америки — від Аляски до Каліфорнії; біля берегів Азії — від річки Анадир до Амурського лиману.
Статевої зрілості досягає в 3—7-річному віці. Нереститься на Камчатці в липні — серпні, в річках Північної Америки — також восени і зимою. У річки заходить з весни, піднімається високо. Плодючість 4,2 тис. — 20 тис. ікринок. Ікра велика (як в кети). Памолодь живе в річках від 3—4 міс до 1—2 років.
Дуже цінна промислова риба. Об'єкт розведення і акліматизації.
Чавича є символом штатів Орегон та Аляска.

## Значення
М'ясо чавичі яскравого малиново-червоного кольору, воно смачне, жирне (11-13,5 %) і за смаковими якостями схоже з м'ясом сьомги, але в ньому менше жиру. Якість м'яса чавичі вище, ніж у багатьох інших лососевих. Особливо смачною і тому популярною вважається малосольна чавича, яку вживають як самостійну холодну закуску, так і в салатах. А в ресторанах Каліфорнії чавичу запікають на гарячих цеглинах і подають як фірмову страву. З чавичі роблять дуже смачний балик, а також копчений пласт (копчене рибне філе).